# Proctolyra hessei
Proctolyra hessei är en insektsart som beskrevs av Bo Tjeder 1992. Proctolyra hessei ingår i släktet Proctolyra och familjen fjärilsländor. Inga underarter finns listade i Catalogue of Life.